# Miss Hokusai
Miss Hokusai (яп. 百日紅 Сарусубэри, Мисс Хокусай) — японская историческая манга, автором и иллюстратором которой является Хинако Сугиура, она повествует о Кацусике Ои, дочери знаменитого художника Кацусики Хокусая, работавшей в тени своего отца. По мотивам манги в 2015 году был выпущен одноимённый анимационный фильм.

## Сюжет
Кацусика Ои (Ан Ватанабэ) по меркам женщины эпохи Эдо обладает большой свободой, вместо того, чтобы, как подобает японской женщине покинуть дом родителей и выйти замуж, занимается искусством укиё-э под наставничеством своего отца — знаменитого художника Кацусики Хокусая (Ютака Мацусигэ) и живёт в его мастерской. Ои почти также, как и отец искусно овладела техникой рисования укиё-э и зачастую отрабатывает заказы своего отца, в том числе рисует эротическую сюнгу от его имени. Сюжет совмещает в себе несколько независимых историй, одна из которых повествует о сводной сестре сестре Ои — О-Нао (Сион Симидзу), дочери Хокусая от второго брака, которая однако слепа и тяжело больна. В то время, как отец из страха болезни и смерти избегает отношений с О-Нао, Ои периодически навещает её, девочка так и не доживает до следующей встречи с отцом.
Ои не интересуют сексуальные и романтические отношения, а её сюнги получаются по мнению клиентов холодными и бесчувственными. В попытке пробудить в себе сексуальное влечение, Ои посещает проститута, однако безрезультатно. В это же время Утагава Кунинао (Кэнго Кора), другой именитый художник и частый посетитель мастерской Хокусая питает чувства к Ои и даже предпринимает попытки сблизиться с ней.
Другие истории затрагивают исполнение заказов клиентов, а также переплетение реальных историй с мистицизмом и японской мифологией

## Медиа

### Манга
Автором оригинальной манги является Хинако Сугиура, которой было ещё 25 лет, когда она начала написание первой главы. В это время Хинако была одной из единичных женщин-мангак. При этом характер главной героине является вольной интерпретацией автора. Режиссёр аниме-адаптации Кэйити Хара рассматривает персонажа О-Эй, как выражение мангаки самой себя. История манги состоит из эпизодов, которые не обязательно связаны друг с другом. История аниме основана на манге.

### Анимационный фильм
Кейити Хара, режиссёр анимационной адаптации был давним поклонником манги и даже черпал из неё вдохновение при создании предыдущих работ, например «Волшебное лето». Хара также работал над основным сценарием, затем который передавал для дальнейшей обработки сценаристке Михо Маруо. Основная трудность экранизации заключалась в том, что оригинальная манга — это сборник независимых историй. Так, Кэйити Хара решил сосредоточиться прежде всего на развитии характера персонажа Ои из-за того, что её роль становится более важной по мере развития оригинальной манги. Помимо прочего некоторые сцены были добавлены впервые в аниме-адаптации в середине и конце фильма. Роль слепой младшей сестры О-Нао также была расширена. Кейити был заинтересован в изображении женщины из знатного сословия, которая имела достаточно свободы, чтобы обходить стороной социальное давление и игнорировать приписанные женщинам модели поведения. Подобных привилегий женщины из знати лишились с началом реставрации Мэйдзи по мнению режиссёра.
Особое внимание создатели уделили реконструкции эпохи Эдо, в котором живут герои фильма, что включало среди прочего, работу над звуковым миром для имитации уличного шума, вызванного хождением деревянными сандалиями по земляной или деревянной поверхности. Музыку к фильму писала Наруми Фууки, с которой Кэйити ранее работал при создании предыдущей картины. В двух сценах фильма используется рок-музыка, в том числе электрогитара, звучащая анахронично для периода Эдо, таким образом режиссёр хотел передать вольный и бунтарский дух главной героини, которая не соответствует духу своей эпохи, также Кэйити заметил, что Хинако Сиугура, автор оригинальной манги, любила рисовать, слушая рок.
Премьера фильма состоялась в Японии 9 мая 2015 года. В США фильм показывался на международном кинофестивале Fantasia с 12 июля по 5 августа 2015 года. В Великобритании премьера фильма состоялась 10 октября 2015 года в присутствии режиссёра Хары, дистрибьютором выступила компания Anime Limited.

## Восприятие
Анимационный фильм получил 93% одобрения критиков по данным агрегатора Rotten Tomatoes со средней оценкой в 7,4 балла из 10. Консенсус критиков гласит, что «„Мисс Хокусай“ освещает жизнь и творческое наследие своего блестящего персонажа прекрасным анимационным биографическим фильмом, захватывающими визуальными эффекты которые сочетаются с повествовательной грацией». Критики похвалили фильм за его визуальные эффекты, большое внимание к деталям, изображение повседневной жизни японцев эпохи Эдо. Вместо того, чтобы рассказать клишированную историю, «Мисс Хокусай» рассказывает о смелой героине, пошедшей против культурных норм, сама история прибегает ко многим сложным и взрослым темам, таким, как смерть, болезни, духовность, секс и алкоголь, при этом сохраняя сказочный дух повествования и чувство сюрреализма. Среди главных недостатков критики указали на музыкальное сопровождение жанра рок, которое совсем не уместно выглядит при изображении исторической Японии. Бойд ван Хойж из The Hollywood Reporter назвал фильм «эпизодическим, но чрезвычайно богатым аниме».
Фильм получил награду жюри на 39-м Международном фестивале анимационных фильмов в Анси. Кейити Хара получила премию «Цумуги 2015» за фильм. На 19-м Международном кинофестивале «Фантазия» она получила Золотую премию зрительских симпатий в категории лучший анимационный художественный фильм, а также премию имени Сатоси Кона за лучший анимационный художественный фильм и премию в категории за лучший азиатский художественный фильм. Он также выиграл награду за лучший анимационный фильм на 70-й кинопремии Майнити.

### Награды
| Награды и номинации фильма «Мисс Хокусай» | Награды и номинации фильма «Мисс Хокусай»         | Награды и номинации фильма «Мисс Хокусай»              | Награды и номинации фильма «Мисс Хокусай» | Награды и номинации фильма «Мисс Хокусай» | Награды и номинации фильма «Мисс Хокусай» |
| Год                                       | Кинопремия / Кинофестиваль                        | Категория / Награда                                    | номинант                                  | результат                                 |                                           |
| ----------------------------------------- | ------------------------------------------------- | ------------------------------------------------------ | ----------------------------------------- | ----------------------------------------- | ----------------------------------------- |
| 2015                                      | Азиатско-Тихоокеанская кинопремия                 | Лучший анимационный фильм                              | «Мисс Хокусай»                            | Победа                                    |                                           |
| 2015                                      | Аннеский международный анимационный кинофестиваль | Лучший анимационный фильм                              | «Мисс Хокусай»                            | Номинация                                 |                                           |
| 2015                                      | кинопремия Японии                                 | Лучший анимационный фильм                              | «Мисс Хокусай»                            | Номинация                                 |                                           |
| 2015                                      | кинофестиваль фантастики                          | Приз зрительских симпатий за лучший анимационный фильм | «Мисс Хокусай»                            | Победа                                    |                                           |
| 2015                                      | кинофестиваль фантастики                          | Премия имени Сатоси Кона                               | «Мисс Хокусай»                            | Победа                                    |                                           |
| 2015                                      | кинофестиваль фантастики                          | Приз «Séquences»                                       | «Мисс Хокусай»                            | Победа                                    |                                           |